# L'estate passa in fretta, Charlie Brown!
L'estate passa in fretta, Charlie Brown! (It Was a Short Summer, Charlie Brown) è uno speciale televisivo d'animazione del 1969 diretto da Bill Melendez. È il sesto speciale basato sui Peanuts di Charles M. Schulz. 
Il film è stato trasmesso negli Stati Uniti su CBS il 27 settembre 1969 ed è stato il primo della serie a non ricevere alcuna nomination per un Premio Emmy. È stato distribuito anche come È stata una breve estate, Charlie Brown e L'estate è già finita, Charlie Brown.

## Trama
Lucy iscrive tutti i bambini al campo estivo, nonostante pensassero di oziare tutta l'estate. Al campo, i ragazzi perdono tutte le gare contre le bambine e Snoopy veste i panni della Meraviglia Mascherata per affrontare Lucy in una gara a braccio di ferro. La gara finisce con Snoopy che riesce a battere Lucy dopo averla baciata, ma viene considerato fallo e le ragazze vincono nuovamente. Tornati a scuola, i bambini compongono un tema in 13 parole sulla loro vacanza, in cui Linus prende A e Charlie Brown C-. Charlie Brown conclude dicendo che quello sarà un lungo inverno.

## Produzione
Lo speciale fu il primo della serie a non avere nel cast di doppiatori la maggior dei bambini presenti da Buon Natale, Charlie Brown!, che avevano cominciato a diventare troppo grandi. Ritornarono dai film precedenti Ann Altieri, Sally Dryer e Peter Robbins (nella sua ultima performance come Charlie Brown). Pamelyn Ferdin sostituì Sally Dryer nel ruolo di Lucy, che a sua volta doppiò dei personaggi minori.

## Distribuzione

### Edizione italiana
Il film in Italia è stato trasmesso dal Programma Nazionale Rai il 14 aprile 1970, all'interno del programma Gli eroi di cartone. Dal 1982 è stato trasmesso da Canale 5 con un altro doppiaggio, assieme agli altri speciali. In seguito è stato trasmesso da Junior TV con un secondo ridoppiaggio, come episodio della serie The Charlie Brown and Snoopy Show, con il titolo È stata una breve estate, Charlie Brown. Nel 2022 è stato distribuito da Apple TV+ all'interno della serie I classici Peanuts, con un quarto doppiaggio e con il titolo L'estate è già finita, Charlie Brown.

### Doppiaggio
| Personaggio    | Doppiatore originale | Doppiatore italiano (1970) | Doppiatore italiano (1982) | Doppiatore italiano (anni 90) | Doppiatore italiano (2022) |
| -------------- | -------------------- | -------------------------- | -------------------------- | ----------------------------- | -------------------------- |
| Charlie Brown  | Peter Robbins        | Liù Bosisio                | Daniela Fava               | Martino Consoli               | Arturo Sorino              |
| Snoopy         | Bill Melendez        | Bill Melendez              | Bill Melendez              | Bill Melendez                 | Bill Melendez              |
| Linus Van Pelt | Glenn Gilger         |                            | Lisa Mazzotti              | Renata Bertolas               | Leonardo Cococcia          |
| Lucy Van Pelt  | Pamelyn Ferdin       | Isa Di Marzio              | Graziella Porta            | Renata Bertolas               | Sara Labidi                |
| Piperita Patty | Christopher DeFaria  | Liù Bosisio                | Laura Merli                | Francesca Vettori             | Ilaria Pellicone           |
| Sally Brown    | Hilary Momberger     |                            | Laura Merli                | Angiolina Gobbi               | Matilde Ferraro            |
| Frieda         | Ann Altieri          |                            | Laura Merli                |                               | Alice Pantile              |
| Violet         | Ann Altieri          |                            | Milena Albieri             | Lella Carcereri               | Carolina Gusev             |
| Pig Pen        | Gail DeFaria         |                            | Milena Albieri             | Angiolina Gobbi               | Diegolorenzo Croce         |
| Shermy         | David Carey          |                            | Milena Albieri             | Giuseppe Calvetti             | Alessio Aimone             |
| Schroeder      | John Daschback       | Edoardo Nevola             | Milena Albieri             | Guido Bettali                 | Vittorio Thermes           |
| Sophie         | Sally Dryer          |                            |                            |                               |                            |
| Clara          | Sally Dryer          |                            |                            |                               |                            |
| Shirley        | Sally Dryer          |                            |                            |                               |                            |
| Roy            | Matthew Liftin       |                            |                            |                               |                            |
| Patty          | Lisa DeFaria         |                            | Laura Merli                |                               | Francesca Mancin           |

### Edizioni home video
Il film è stato distribuito da Hobby & Work in VHS e DVD con il terzo doppiaggio.

## Riconoscimenti
2009 – Satellite Award
- Nomination Best Youth DVD a Peanuts 1960s Collection